# Groscavallo
Groscavallo (piemonti nyelven Grosscaval, frankoprovanszál nyelven Gruskavà) egy település Olaszországban, Torino megyében.

## Látványosságok
Területén több alpesi házikó is található, ahol nyáron gyerekek táboroznak, és amelyek különböző torino megyei egyházközségekhez tartoznak. A hegymászók számára két menedékház is rendelkezésre áll.

## Fordítás
- Ez a szócikk részben vagy egészben  a   Groscavallo című olasz Wikipédia-szócikk fordításán alapul.  Az eredeti cikk szerkesztőit annak laptörténete sorolja fel. Ez a jelzés csupán a megfogalmazás eredetét és a szerzői jogokat jelzi, nem szolgál a cikkben szereplő információk forrásmegjelöléseként.